# Ibrahim Dalliu

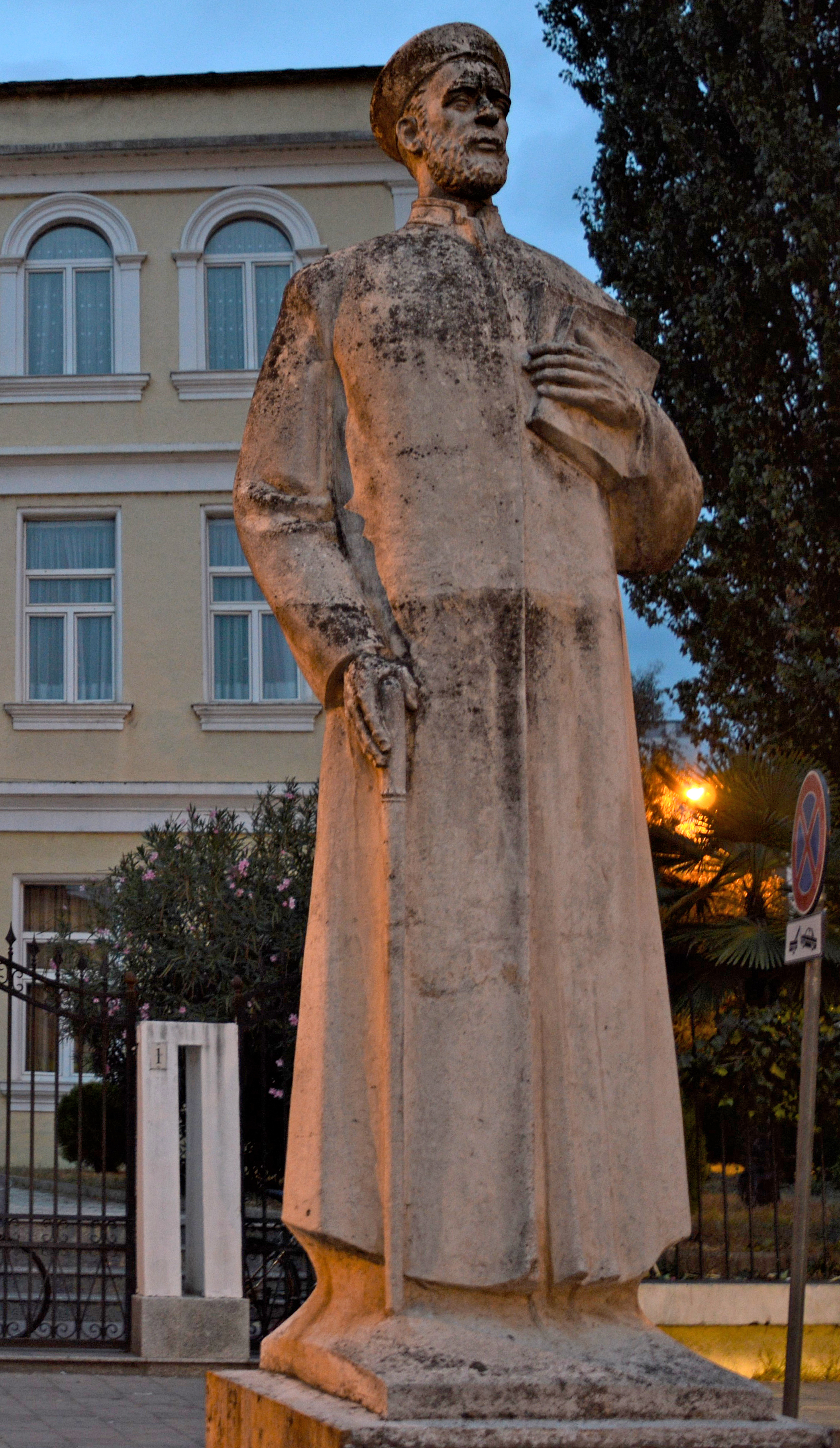
Statue in Tirana

Hafiz Ibrahim Dalliu (* 1878 in Tirana; † 25. Mai 1952 ebenda) war ein albanischer islamischer Gelehrter, Publizist, Schriftsteller und Unterstützer der nationalen Bewegung.

## Biografie
Ibrahim Dalliu wurde in Tirana geboren. In Istanbul studierte er Theologie. Dort hatte er auch Kontakt mit anderen Albanern, die sich im Rahmen der erstarkenden albanischen nationalen Bewegung für Sprache und Rechte der Albaner einsetzten. Nach seiner Rückkehr nach Tirana wirkte er ab dem Jahr 1901 als Imam und Lehrer an der ersten Schule der Stadt. 1908 eröffnete er eine erste Schule für Mädchen.
Dalliu war Mitglied in der Vereinigung Bashkimi, die sich während der Machtübernahme der Jungtürken für mehr Rechte der Albaner einsetzte. 1909 nahm er am Kongress von Elbasan teil, wo wichtige Beschlüsse für ein Bildungswesen in albanischer Sprache  gefasst wurden. Er gehörte zu den ersten Lehrern an der Shkolla Normale in Elbasan, einem Lehrerseminar, dessen Gründung am Kongress beschlossen worden war und aus dem die heutige Universität Elbasan entstand. In den folgenden beiden Jahren wurde er wiederholt von den osmanischen Behörden verhaftet und in Bitola und Thessaloniki inhaftiert. Lehrmaterial und andere patriotische Literatur auf Albanisch wurde bei Durchsuchungen in der Moschee beschlagnahmt. Auf Intervention von Hasan Prishtina kam er wieder frei. In der Folge beteiligte er sich an einem bewaffneten Aufstand in Kruja und wurde wieder verhaftet. Ab 1912 war er Herausgeber der Zeitschrift „Dajti“. Am 28. November 1912, am Tag der albanischen Unabhängigkeitserklärung, war er beim Hissen der albanischen Flagge in Tirana anwesend. Er unterstützte die Regentschaft von Prinz Wilhelm zu Wied und lehnte den Mittelalbanischen Aufstand moslemischer Bauern ab. Auch in der Folge blieb er weiterhin politisch aktiv.
Nach dem Ersten Weltkrieg verfasste er mehrere Bücher. Der Regierung des orthodoxen Bischofs Fan Noli (Juni bis Dezember 1924) war er nicht abgeneigt; Avni Rustemi, dessen Ermordung zur Absetzung der Zogu-nahen Regierung von Shefqet Vërlaci und zur Regierung Nolis geführt hatte, würdigte er mit einer Elegie. Der Pädagog Rustemi hatte sich bemüht, die zahlreichen patriotischen Gesellschaften im Land unter einem Dachverband zu vereinigen, wofür 1921 in Vlora eine Vereinigung gegründet worden war, der auch Dalliu angehörte.
Im Zweiten Weltkrieg riefen die Nationalsozialisten, die nach der Kapitulation Italiens am 3. September 1943 Albanien besetzten, Anfang Oktober 1943 eine Nationalversammlung ein. Diese löste die in der Verfassung festgehaltene Verbindung mit Italien (vgl. Italienische Besetzung Albaniens) und wählte eine Regierung unter Mehdi Bej Frashëri. Dieser „Nationalversammlung“ gehörte auch Ibrahim Dalliu an, was ihm mitunter später im kommunistischen Nachkriegsalbanien zum Verhängnis werden sollte.
1945 wurde Dalliu Lehrer an der Medresse von Tirana.
Wegen seiner politischen und anti-kommunistischen Aktivitäten und Publikationen geriet er nach dem Zweiten Weltkrieg in Konfrontation mit den regierenden Kommunisten unter Enver Hoxha. 1947 wurde er verhaftet. Mit Urteil vom 24. Februar 1948 wurde Dalliu wegen Agitation und Propaganda gegen Volk und Staat zu fünf Jahren Gefängnis verurteilt. Zwar konnte er später von einer Amnestie profitieren, zwischenzeitlich war der siebzigjährige Dalliu aber drei Monate im Gefängnis gefoltert worden. Er verstarb am 25. Mai 1952 an Tuberkulose.

## Werk
Ibrahim Dalliu hat 15 religiöse Werke zum Islam und einige laizistische, patriotische Werke verfasst, darunter auch poetische und satirische Schriften. Als bedeutendstes Werk zählt die Abhandlung Patriotizma në Tiranë (Patriotismus in Tirana) aus dem Jahr 1930. Zudem war er Herausgeber der Zeitschrift „Dajti“ im Jahr 1912 und von 1924 bis 1926, für die er auch regelmäßig Artikel verfasste.
1921 war der Koran erstmals ins Albanische übersetzt worden: Der Übersetzer Ilo Mitkë Qafëzezi folgte dabei französischen und englischen Vorlagen. Ibrahim Dallius Übersetzung des arabischen Originaltextes erschien im Jahr 1929. Als Hāfiz konnte Dalliu den Koran auswendig.

„Na shqiptarët, prej çdo feje qofshim, jemi të tanë vllazën gjaku dhe vllazën (vatani) atdheu. Do të shkojmë mbarë e mirë shoq me shoq si jemi tue shkue, do të punojmë së bashku për lulëzimin e atdheut tonë dhe do ta mbrojmë atë me gjakun tonë.“

„Wir Albaner, welcher Religion auch immer wir angehören, sind alle Brüder in unserem Land. Immer werden wir friedlich miteinander leben – wir werden gemeinsam arbeiten für das Wohlergehen unserer Nation, die wir mit unserem Blut verteidigen werden.“

Künstlerisches Schaffen und historische Abhandlungen:
- Grenxat e kuqe të Tiranës, satirisches Gedicht, 1915.
- Dokrrat e hinit, satirisches Gedicht, 1922.
- Patriotizma më Tiranë, 1930.

Auswahl religiöser Schriften:
- Texhvidi (Regeln zum Lesen und Rezitieren des Korans), 1921.
- Ilmihali (islamische Lehre).
- Dhunti e Ramazanit (über den Ramadan), 1921.
- Ajka e kuptimeve të Kurani Qerimit (sieben Ausgaben zur Bedeutung des Korans), 1929.
- E lemja dhe jeta e të madhit Muhamed a.s. 6143 vargje (über Mohammed), 1934.
- Ç'është Islamizmi (über den Islam), 1935.
- Udha Muhamedane (Tarikati muhamedije) von Imam Birgivi, Übersetzung 1936.
- Besimet e myslimanëve (Verse über den Glauben der Muslime), 1937.
- Libri i së falmës (Das Buch der Vergebung), 1937.

## Würdigung

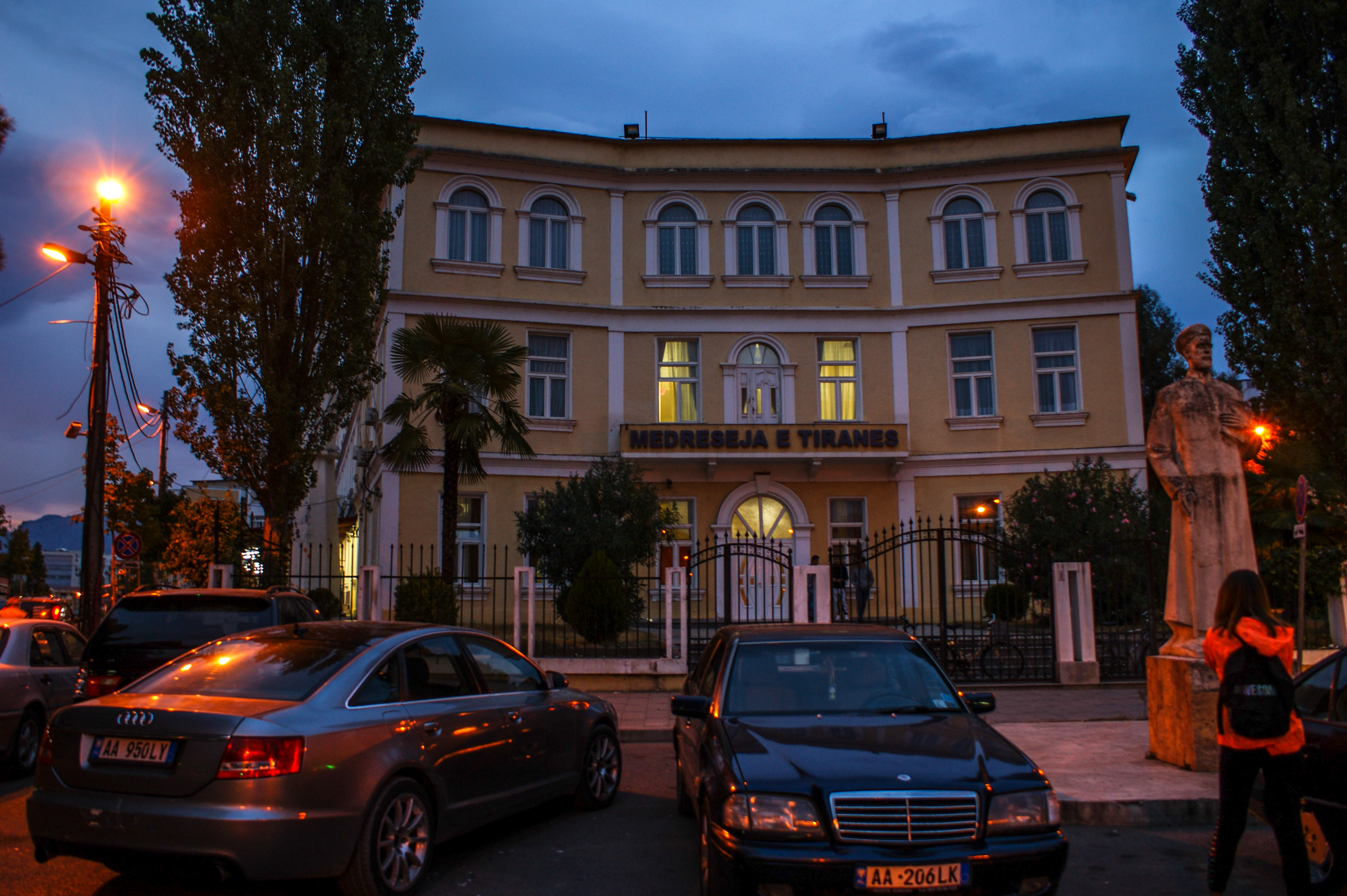
Die Medrese von Tirana an dem nach Dalliu benannten Platz mit seiner Statue

Der Platz vor der Medrese von Tirana ist nach Ibrahim Dalliu benannt. Dort wurde am 30. Mai 2000 eine Statue von ihm enthüllt.